# 714 TCN
714 TCN là một năm trong lịch La Mã.